# Thaumasia caracarai
Espèce
Thaumasia caracarai est une espèce d'araignées aranéomorphes de la famille des Pisauridae.

## Distribution
Cette espèce se rencontre du Mexique au Brésil.

## Description
La femelle holotype mesure 9,04 mm.

## Étymologie
Son nom d'espèce lui a été donné en référence au lieu de sa découverte, Caracaraí.

## Publication originale
- Silva & Carico, 2012 : Revision of the Neotropical nursery-web spider genus Thaumasia Perty, 1833 (Araneae: Lycosoidea: Pisauridae: Thaumasiinae). Zootaxa, no 3567, p. 1-64.